# Australia na Zimowych Igrzyskach Olimpijskich 2014
Australia na Zimowych Igrzyskach Olimpijskich 2014 – kadra sportowców reprezentujących Australię na igrzyskach w 2014 roku w Soczi. Kadra liczyła 60 sportowców.

## Medale
| Medal  | Zawodnik      | Sport               | Wydarzenie                  | Data      |
| ------ | ------------- | ------------------- | --------------------------- | --------- |
| srebro | Torah Bright  | snowboarding        | Halfpipe kobiet             | 12 lutego |
| srebro | David Morris  | narciarstwo dowolne | Skoki akrobatyczne mężczyzn | 17 lutego |
| brąz   | Lydia Lassila | narciarstwo dowolne | Skoki akrobatyczne kobiet   | 14 lutego |

## Skład reprezentacji

### Biathlon
Kobiety i mężczyźni
| Zawodnicy       | Konkurencja                | Czas      | Pudła       | Miejsce |
| --------------- | -------------------------- | --------- | ----------- | ------- |
| Alexei Almoukov | Sprint mężczyzn            | 27:24,6   | 2 (0+2)     | 73      |
| Alexei Almoukov | Bieg indywidualny mężczyzn | 54:35,4   | 2 (0+0+0+2) | 45      |
| Lucy Glanville  | Sprint kobiet              | 26:57,1   | 2 (0+2)     | 82      |
| Lucy Glanville  | Bieg indywidualny kobiet   | 1:01:00,7 | 4 (1+0+1+2) | 78      |

### Biegi narciarskie
Kobiety
| Konkurencja                                 | Zawodniczka      | Kwalifikacje | Kwalifikacje | Ćwierćfinały | Ćwierćfinały | Półfinały | Półfinały | Finały    | Finały  |
| Konkurencja                                 | Zawodniczka      | Czas         | Miejsce      | Czas         | Miejsce      | Czas      | Miejsce   | Czas      | Miejsce |
| ------------------------------------------- | ---------------- | ------------ | ------------ | ------------ | ------------ | --------- | --------- | --------- | ------- |
| Sprint stylem dowolnym                      | Esther Bottomley | 2:50,54      | 56.          | NQ           | NQ           | NQ        | NQ        | NQ        | NQ      |
| Bieg indywidualny (10 km stylem klasycznym) | Esther Bottomley | —            | —            | —            | —            | —         | —         | 34:30,1   | 61.     |
| Bieg indywidualny (10 km stylem klasycznym) | Aimee Watson     | —            | —            | —            | —            | —         | —         | 34:56,0   | 63.     |
| Bieg masowy (30 km stylem dowolnym)         | Aimee Watson     | —            | —            | —            | —            | —         | —         | 1:34:00,1 | 54.     |

Mężczyźni
| Konkurencja            | Zawodnik        | Kwalifikacje | Kwalifikacje | Ćwierćfinały | Ćwierćfinały | Półfinały | Półfinały | Finały    | Finały  |
| Konkurencja            | Zawodnik        | Czas         | Miejsce      | Czas         | Miejsce      | Czas      | Miejsce   | Czas      | Miejsce |
| ---------------------- | --------------- | ------------ | ------------ | ------------ | ------------ | --------- | --------- | --------- | ------- |
| Bieg łączony           | Callum Watson   | —            | —            | —            | —            | —         | —         | 1:17:00,4 | 60.     |
| Sprint stylem dowolnym | Phil Bellingham | 3:45,65      | 55.          | NQ           | NQ           | NQ        | NQ        | NQ        | NQ      |
| Sprint stylem dowolnym | Callum Watson   | 5:29,62      | 85.          | NQ           | NQ           | NQ        | NQ        | NQ        | NQ      |
| Bieg indywidualny      | Phil Bellingham | —            | —            | —            | —            | —         | —         | 46:16,4   | 76.     |
| Bieg indywidualny      | Callum Watson   | —            | —            | —            | —            | —         | —         | 45:46,5   | 75.     |
| Sprint drużynowy       | Phil Bellingham | —            | —            | —            | —            | 25:54,41  | 12.       | NQ        | NQ      |
| Sprint drużynowy       | Callum Watson   | —            | —            | —            | —            | 25:54,41  | 12.       | NQ        | NQ      |

### Bobsleje
Kobiety
| Konkurencja   | Zawodniczka                    | 1. przejazd | 1. przejazd | 2. przejazd | 2. przejazd | 3. przejazd | 3. przejazd | 4. przejazd | 4. przejazd | Suma    | Suma    |
| Konkurencja   | Zawodniczka                    | Czas        | Miejsce     | Czas        | Miejsce     | Czas        | Miejsce     | Czas        | Miejsce     | Czas    | Miejsce |
| ------------- | ------------------------------ | ----------- | ----------- | ----------- | ----------- | ----------- | ----------- | ----------- | ----------- | ------- | ------- |
| Dwójki kobiet | Jana Pittman Astrid Radjenovic | 58,62       | 15.         | 58,50       | 13.         | 59,06       | 15.         | 58,37       | 8.          | 3:54,55 | 14.     |

Mężczyźni
| Konkurencja      | Zawodnik                                             | 1. przejazd | 1. przejazd | 2. przejazd | 2. przejazd | 3. przejazd | 3. przejazd | 4. przejazd | 4. przejazd | Suma | Suma    |
| Konkurencja      | Zawodnik                                             | Czas        | Miejsce     | Czas        | Miejsce     | Czas        | Miejsce     | Czas        | Miejsce     | Czas | Miejsce |
| ---------------- | ---------------------------------------------------- | ----------- | ----------- | ----------- | ----------- | ----------- | ----------- | ----------- | ----------- | ---- | ------- |
| Dwójki mężczyzn  | Duncan Harvey Heath Spence                           | 57,96       | 28.         | 57,99       | 26.         | 57,78       | 25.         | NQ          | NQ          | DNF  | 26.     |
| Czwórki mężczyzn | Duncan Harvey Heath Spence Lucas Mata Gareth Nichols | 56,20       | 22.         | 56,21       | 23.         | 56,23       | 21.         | NQ          | NQ          | DNF  | 22.     |

### Łyżwiarstwo figurowe
Kobiety i mężczyźni
| Zawodnicy                           | Konkurencja   | SP/OD  | SP/OD   | FS/FD         | FS/FD         | Suma          | Suma          |
| Zawodnicy                           | Konkurencja   | Punkty | Miejsce | Punkty        | Miejsce       | Punkty        | Miejsce       |
| ----------------------------------- | ------------- | ------ | ------- | ------------- | ------------- | ------------- | ------------- |
| Brendan Kerry                       | Soliści       | 47,12  | 29      | Nie awansował | Nie awansował | Nie awansował | Nie awansował |
| Brooklee Han                        | Solistki      | 49,32  | 22 Q    | 94,52         | 18            | 143,84        | 20            |
| Danielle O’Brien / Gregory Merriman | Pary taneczne | 52,68  | 20 Q    | 75,85         | 20            | 128,53        | 20            |

### Łyżwiarstwo szybkie
Mężczyźni
| Zawodnik     | Konkurencja    | Wyścig 1 | Wyścig 1 | Wyścig 2 | Wyścig 2 | Finał   | Finał   |
| Zawodnik     | Konkurencja    | Czas     | Miejsce  | Czas     | Miejsce  | Czas    | Miejsce |
| ------------ | -------------- | -------- | -------- | -------- | -------- | ------- | ------- |
| Daniel Greig | Bieg na 500 m  | 1:20,55  | 40       | 35,29    | 17       | 1:55,84 | 39      |
| Daniel Greig | Bieg na 1000 m |          |          |          |          | 1:10,13 | 22      |

### Narciarstwo alpejskie
Kobiety i mężczyźni
| Zawodnicy        | Konkurencja            | Ślizg 1      | Ślizg 1      | Ślizg 2       | Ślizg 2       | Suma          | Suma          |
| Zawodnicy        | Konkurencja            | Czas         | Miejsce      | Czas          | Miejsce       | Czas          | Miejsce       |
| ---------------- | ---------------------- | ------------ | ------------ | ------------- | ------------- | ------------- | ------------- |
| Dominic Demschar | Slalom gigant mężczyzn | 1:26,47      | 42           | 1:27,30       | 38            | 2:53,77       | 39            |
| Dominic Demschar | Slalom mężczyzn        | 58,52        | 66           | Nie ukończył  | Nie ukończył  | Nie ukończył  | Nie ukończył  |
| Ross Peraudo     | Slalom gigant mężczyzn | 1:29,07      | 50           | Nie ukończył  | Nie ukończył  | Nie ukończył  | Nie ukończył  |
| Ross Peraudo     | Slalom mężczyzn        | Nie ukończył | Nie ukończył | Nie ukończył  | Nie ukończył  | Nie ukończył  | Nie ukończył  |
| Emily Bamford    | Slalom gigant kobiet   | 1:28,57      | 56           | 1:27,23       | 49            | 2:55,80       | 50            |
| Emily Bamford    | Slalom kobiet          | 1:02,13      | 41           | Nie ukończyła | Nie ukończyła | Nie ukończyła | Nie ukończyła |
| Lavinia Chrystal | Slalom gigant kobiet   | 1:25,18      | 46           | 1:23,39       | 39            | 2:48,57       | 40            |
| Lavinia Chrystal | Slalom kobiet          | 59,74        | 34           | 58,16         | 33            | 1:57,90       | 32            |
| Greta Small      | Superkombinacja kobiet | 1:47,99      | 29           | 52,31         | 12            | 2:40,30       | 15            |
| Greta Small      | Zjazd kobiet           |              |              |               |               | 1:44,79       | 29            |
| Greta Small      | Slalom gigant kobiet   | 1:25,22      | 47           | 1:24,44       | 42            | 2:49,66       | 41            |
| Greta Small      | Slalom kobiet          | 1:01,19      | 40           | 56,41         | 28            | 1:57,60       | 31            |
| Greta Small      | Supergigant kobiet     |              |              |               |               | Nie ukończyła | Nie ukończyła |

### Narciarstwo dowolne
Skoki akrobatyczne
| Zawodnicy      | Konkurencja                 | Kwalifikacje | Kwalifikacje | Kwalifikacje | Kwalifikacje | Finał          | Finał          | Finał          | Finał          | Finał          | Finał          |
| Zawodnicy      | Konkurencja                 | Skok 1       | Skok 1       | Skok 2       | Skok 2       | Skok 1         | Skok 1         | Skok 2         | Skok 2         | Skok 3         | Skok 3         |
| Zawodnicy      | Konkurencja                 | Punkty       | Miejsce      | Punkty       | Miejsce      | Punkty         | Miejsce        | Punkty         | Miejsce        | Punkty         | Miejsce        |
| -------------- | --------------------------- | ------------ | ------------ | ------------ | ------------ | -------------- | -------------- | -------------- | -------------- | -------------- | -------------- |
| David Morris   | skoki akrobatyczne mężczyzn | 118,59       | 2 Q          | Odpadł       | Odpadł       | 101,87         | 8 Q            | 115.05         | 4 Q            | 110,41         | srebro         |
| Lydia Lassila  | skoki akrobatyczne kobiet   | 66,12        | 15           | 90,65        | 1 Q          | 95,76          | 2 Q            | 99,22          | 2 Q            | 72,12          | brąz           |
| Laura Peel     | skoki akrobatyczne kobiet   | 67,68        | 13           | 85,99        | 3 Q          | 83,79          | 5 Q            | 64,50          | 7              | Nie awansowała | Nie awansowała |
| Danielle Scott | skoki akrobatyczne kobiet   | 85,36        | 3 Q          | Odpadła      | Odpadła      | 76,23          | 9              | Nie awansowała | Nie awansowała | Nie awansowała | Nie awansowała |
| Samantha Wells | skoki akrobatyczne kobiet   | 78,12        | 7            | 57,13        | 12           | Nie awansowała | Nie awansowała | Nie awansowała | Nie awansowała | Nie awansowała | Nie awansowała |

Halfpipe
| Zawodniczki     | Konkurencja     | Kwalifikacje | Kwalifikacje | Kwalifikacje | Kwalifikacje | Finał          | Finał          | Finał          | Finał          |
| Zawodniczki     | Konkurencja     | Ślizg 1      | Ślizg 2      | Najlepszy    | Miejsce      | Ślizg 1        | Ślizg 2        | Najlepszy      | Miejsce        |
| --------------- | --------------- | ------------ | ------------ | ------------ | ------------ | -------------- | -------------- | -------------- | -------------- |
| Amy Sheehan     | halfpipe kobiet | 19,60        | 70,60        | 70,60        | 12 Q         | 15,00          | 40,60          | 40,60          | 10             |
| Davina Williams | halfpipe kobiet | 5,40         | 63,00        | 63,00        | 15           | Nie awansowała | Nie awansowała | Nie awansowała | Nie awansowała |

Jazda po muldach
| Zawodnicy       | Konkurencja               | Kwalifikacje | Kwalifikacje | Kwalifikacje | Kwalifikacje | Kwalifikacje | Kwalifikacje | Kwalifikacje | Kwalifikacje | Finał         | Finał         | Finał         | Finał         | Finał          | Finał          | Finał          | Finał          | Finał          | Finał          | Finał          | Finał          |
| Zawodnicy       | Konkurencja               | Ślizg 1      | Ślizg 1      | Ślizg 1      | Ślizg 1      | Ślizg 2      | Ślizg 2      | Ślizg 2      | Ślizg 2      | Ślizg 1       | Ślizg 1       | Ślizg 1       | Ślizg 1       | Ślizg 2        | Ślizg 2        | Ślizg 2        | Ślizg 2        | Ślizg 3        | Ślizg 3        | Ślizg 3        | Ślizg 3        |
| Zawodnicy       | Konkurencja               | Czas         | Punkty       | Suma         | Miejsce      | Czas         | Punkty       | Suma         | Miejsce      | Czas          | Punkty        | Suma          | Miejsce       | Czas           | Punkty         | Suma           | Miejsce        | Czas           | Punkty         | Suma           | Miejsce        |
| --------------- | ------------------------- | ------------ | ------------ | ------------ | ------------ | ------------ | ------------ | ------------ | ------------ | ------------- | ------------- | ------------- | ------------- | -------------- | -------------- | -------------- | -------------- | -------------- | -------------- | -------------- | -------------- |
| Dale Begg-Smith | jazda po muldach mężczyzn | 25,06        | 13,56        | 19,74        | 19           | 28,39        | 5,04         | 9,65         | 15           | Nie awansował | Nie awansował | Nie awansował | Nie awansował | Nie awansował  | Nie awansował  | Nie awansował  | Nie awansował  | Nie awansował  | Nie awansował  | Nie awansował  | Nie awansował  |
| Matt Graham     | jazda po muldach mężczyzn | 24,36        | 15,02        | 21,53        | 10 Q         | Odpadł       | Odpadł       | Odpadł       | Odpadł       | 24,85         | 16,21         | 22,49         | 7 Q           | 25,08          | 17,14          | 23,31          | 7              | Nie awansował  | Nie awansował  | Nie awansował  | Nie awansował  |
| Sam Hall        | jazda po muldach mężczyzn | 24,52        | 12,35        | 18,79        | 21           | 27,54        | 6,49         | 11,50        | 14           | Nie awansował | Nie awansował | Nie awansował | Nie awansował | Nie awansował  | Nie awansował  | Nie awansował  | Nie awansował  | Nie awansował  | Nie awansował  | Nie awansował  | Nie awansował  |
| Brodie Summers  | jazda po muldach mężczyzn | 25,73        | 15,69        | 21,56        | 9 Q          | Odpadł       | Odpadł       | Odpadł       | Odpadł       | 25,73         | 15,91         | 21,78         | 13            | Nie awansował  | Nie awansował  | Nie awansował  | Nie awansował  | Nie awansował  | Nie awansował  | Nie awansował  | Nie awansował  |
| Britteny Cox    | jazda po muldach kobiet   | 31,74        | 14,84        | 20,19        | 12           | 31,48        | 10,1         | 19,93        | 4 Q          | 30,87         | 15,18         | 20,88         | 8 Q           | 30,73          | 15,84          | 21,59          | 4 Q            | 31,19          | 13,86          | 19,43          | 5              |
| Taylah O’Neill  | jazda po muldach kobiet   | 33,14        | 13,78        | 18,57        | 16           | 33,39        | 9,4          | 17,81        | 7 Q          | 33,03         | 13,34         | 18,18         | 16            | Nie awansowała | Nie awansowała | Nie awansowała | Nie awansowała | Nie awansowała | Nie awansowała | Nie awansowała | Nie awansowała |
| Nicole Parks    | jazda po muldach kobiet   | 31,45        | 13,02        | 18,49        | 17           | 32,65        | 8,7          | 17,77        | 8 Q          | 32,05         | 13,14         | 18,37         | 15            | Nie awansowała | Nie awansowała | Nie awansowała | Nie awansowała | Nie awansowała | Nie awansowała | Nie awansowała | Nie awansowała |

Skicross
| Zawodnicy        | Konkurencja       | Rozstawienie | Rozstawienie | Rundy z 16    | Ćwierćfinał    | Półfinał       | Finał          | Finał   |
| Zawodnicy        | Konkurencja       | Czas         | Miejsce      | Pozycja       | Pozycja        | Pozycja        | Pozycja        | Miejsce |
| ---------------- | ----------------- | ------------ | ------------ | ------------- | -------------- | -------------- | -------------- | ------- |
| Anton Grimus     | skicross mężczyzn | 1:16,82      | 5            | Nie ukończył  | Nie awansował  | Nie awansował  | Nie awansował  | 25      |
| Scott Kneller    | skicross mężczyzn | 1:1,58       | 24           | 3             | Nie awansował  | Nie awansował  | Nie awansował  | 23      |
| Katya Crema      | skicross kobiet   | 1:23,47      | 11           | 2 Q           | 1 Q            | 3 FB           | 3              | 7       |
| Sami Kennedy-Sim | skicross kobiet   | 1:38,51      | 25           | Nie ukończyła | Nie awansowała | Nie awansowała | Nie awansowała | 28      |
| Jenny Owens      | skicross kobiet   | 1:59,84      | 26           | 2 Q           | 3              | Nie awansowała | Nie awansowała | 12      |

Slopestyle
| Zawodnicy    | Konkurencja         | Kwalifikacje | Kwalifikacje | Kwalifikacje | Kwalifikacje | Finał   | Finał   | Finał     | Finał   |
| Zawodnicy    | Konkurencja         | Ślizg 1      | Ślizg 2      | Najlepszy    | Miejsce      | Ślizg 1 | Ślizg 2 | Najlepszy | Miejsce |
| ------------ | ------------------- | ------------ | ------------ | ------------ | ------------ | ------- | ------- | --------- | ------- |
| Russ Henshaw | slopestyle mężczyzn | 84,60        | 83,40        | 84,60        | 5 Q          | 80,40   | 28,80   | 80,40     | 8       |
| Anna Segal   | slopestyle kobiet   | 75,40        | 78,80        | 78,80        | 7 Q          | 77,00   | 28,80   | 77,00     | 4       |

### Saneczkarstwo
| Zawodnik      | Konkurencja      | Ślizg 1 | Ślizg 1 | Ślizg 2 | Ślizg 2 | Ślizg 3 | Ślizg 3 | Ślizg 4 | Ślizg 4 | Suma     | Suma    |
| Zawodnik      | Konkurencja      | Czas    | Miejsce | Czas    | Miejsce | Czas    | Miejsce | Czas    | Miejsce | Czas     | Miejsce |
| ------------- | ---------------- | ------- | ------- | ------- | ------- | ------- | ------- | ------- | ------- | -------- | ------- |
| Alex Ferlazzo | jedynki mężczyzn | 53,528  | 29      | 53,686  | 34      | 53,323  | 33      | 53,507  | 35      | 3:44,044 | 33      |

### Short Track
Mężczyźni
| Zawodnik    | Konkurencja   | Bieg   | Bieg    | Ćwierćfinał   | Ćwierćfinał   | Półfinał      | Półfinał      | Finał         | Finał   |
| Zawodnik    | Konkurencja   | Czas   | Miejsce | Czas          | Miejsce       | Czas          | Miejsce       | Czas          | Miejsce |
| ----------- | ------------- | ------ | ------- | ------------- | ------------- | ------------- | ------------- | ------------- | ------- |
| Pierre Boda | Bieg na 500 m | 42,702 | 4       | Nie awansował | Nie awansował | Nie awansował | Nie awansował | Nie awansował | 30      |

Kobiety
| Zawodniczka    | Konkurencja    | Bieg     | Bieg    | Ćwierćfinał | Ćwierćfinał | Półfinał       | Półfinał       | Finał          | Finał   |
| Zawodniczka    | Konkurencja    | Czas     | Miejsce | Czas        | Miejsce     | Czas           | Miejsce        | Czas           | Miejsce |
| -------------- | -------------- | -------- | ------- | ----------- | ----------- | -------------- | -------------- | -------------- | ------- |
| Deanna Lockett | Bieg na 1000 m | 1:34,845 | 1 Q     | 1:29,256    | 3           | Nie awansowała | Nie awansowała | Nie awansowała | 9       |
| Deanna Lockett | Bieg na 1500 m | 2:25,140 | 5       |             |             | Nie awansowała | Nie awansowała | Nie awansowała | 26      |

### Skeleton
| Zawodnicy       | Konkurencja    | Ślizg 1 | Ślizg 1 | Ślizg 2 | Ślizg 2 | Ślizg 3 | Ślizg 3 | Ślizg 4 | Ślizg 4 | Suma    | Suma    |
| Zawodnicy       | Konkurencja    | Czas    | Miejsce | Czas    | Miejsce | Czas    | Miejsce | Czas    | Miejsce | Czas    | Miejsce |
| --------------- | -------------- | ------- | ------- | ------- | ------- | ------- | ------- | ------- | ------- | ------- | ------- |
| John Farrow     | ślizg mężczyzn | 57,84   | 19      | 57,73   | 19      | 57,75   | 16      | 57,35   | 16      | 3:50,67 | 17      |
| Lucy Chaffer    | ślizg kobiet   | 1:00,16 | 20      | 59,25   | 10      | 58,74   | =13     | 58,49   | 9       | 3:56,64 | 17      |
| Michelle Steele | ślizg kobiet   | 59,42   | 10      | 59,41   | 14      | 58,76   | 15      | 58,69   | 16      | 3:56,28 | =14     |

### Snowboard
Styl dowolny
Mężczyźni
| Zawodnik         | Konkurencja         | Kwalifikacje | Kwalifikacje | Kwalifikacje | Kwalifikacje | Półfinał      | Półfinał      | Półfinał      | Półfinał      | Finał         | Finał         | Finał         | Finał         |
| Zawodnik         | Konkurencja         | 1. zjazd     | 2. zjazd     | Najlepszy    | Miejsce      | 1. zjazd      | 2. zjazd      | Najlepszy     | Miejsce       | 1. zjazd      | 2. zjazd      | Najlepszy     | Miejsce       |
| ---------------- | ------------------- | ------------ | ------------ | ------------ | ------------ | ------------- | ------------- | ------------- | ------------- | ------------- | ------------- | ------------- | ------------- |
| Kent Callister   | Halfpipe mężczyzn   | 87,00        | 25,50        | 87,00        | 6 QS         | 49,25         | 79,50         | 79,50         | 3 Q           | 40,00         | 68,50         | 68,50         | 9             |
| Scotty James     | Halfpipe mężczyzn   | 68,50        | 15,00        | 68,50        | 10           | Nie awansował | Nie awansował | Nie awansował | Nie awansował | Nie awansował | Nie awansował | Nie awansował | Nie awansował |
| Nathan Johnstone | Halfpipe mężczyzn   | 86,00        | 27,50        | 86,00        | 7 QS         | 25,75         | 73,50         | 73,50         | 7             | Nie awansował | Nie awansował | Nie awansował | Nie awansował |
| Scotty James     | Slopestyle mężczyzn | 36,00        | 44,00        | 44,00        | 11 QS        | 77,25         | 19,00         | 77,25         | 8             | Nie awansował | Nie awansował | Nie awansował | Nie awansował |

Kobiety
| Zawodniczka       | Konkurencja       | Kwalifikacje | Kwalifikacje | Kwalifikacje | Kwalifikacje | Półfinał        | Półfinał        | Półfinał        | Półfinał        | Finał          | Finał          | Finał          | Finał          |
| Zawodniczka       | Konkurencja       | 1. zjazd     | 2. zjazd     | Najlepszy    | Miejsce      | 1. zjazd        | 2. zjazd        | Najlepszy       | Miejsce         | 1. zjazd       | 2. zjazd       | Najlepszy      | Miejsce        |
| ----------------- | ----------------- | ------------ | ------------ | ------------ | ------------ | --------------- | --------------- | --------------- | --------------- | -------------- | -------------- | -------------- | -------------- |
| Torah Bright      | Halfpipe kobiet   | 93,00        | 28,75        | 93,00        | 1 QF         | awans do finału | awans do finału | awans do finału | awans do finału | 58,25          | 91,50          | 91,50          | srebro         |
| Holly Crawford    | Halfpipe kobiet   | 43,00        | 33,75        | 43,00        | 14           | Nie awansowała  | Nie awansowała  | Nie awansowała  | Nie awansowała  | Nie awansowała | Nie awansowała | Nie awansowała | Nie awansowała |
| Stephanie Magiros | Halfpipe kobiet   | 27,25        | 57,25        | 57,25        | 9 QS         | 26,50           | 20,50           | 26,50           | 12              | Nie awansowała | Nie awansowała | Nie awansowała | Nie awansowała |
| Hannah Trigger    | Halfpipe kobiet   | 51,25        | 33,00        | 51,25        | 10           | Nie awansowała  | Nie awansowała  | Nie awansowała  | Nie awansowała  | Nie awansowała | Nie awansowała | Nie awansowała | Nie awansowała |
| Torah Bright      | Slopestyle kobiet | 85,25        | 80,00        | 85,25        | 2 QF         | awans do finału | awans do finału | awans do finału | awans do finału | 64,75          | 66,25          | 66,25          | 7              |

Snowboard cross
| Zawodnicy       | Konkurencja              | Rozstawienie                  | Rozstawienie                  | 1/8 finału | Ćwierćfinał | Półfinał       | Finał          | Finał   |
| Zawodnicy       | Konkurencja              | Czas                          | Miejsce                       | Pozycja    | Pozycja     | Pozycja        | Pozycja        | Miejsce |
| --------------- | ------------------------ | ----------------------------- | ----------------------------- | ---------- | ----------- | -------------- | -------------- | ------- |
| Cam Bolton      | Snowboard cross mężczyzn | Odwołane z powodu złej pogody | Odwołane z powodu złej pogody | 1 Q        | 1 Q         | 4 FB           | Nie ukończył   | 11      |
| Jarryd Hughes   | Snowboard cross mężczyzn | Odwołane z powodu złej pogody | Odwołane z powodu złej pogody | 3 Q        | 5           | Nie awansował  | Nie awansował  | =17     |
| Alex Pullin     | Snowboard cross mężczyzn | Odwołane z powodu złej pogody | Odwołane z powodu złej pogody | 1 Q        | 4           | Nie awansował  | Nie awansował  | =13     |
| Torah Bright    | Snowboard cross kobiet   | 1:23,96                       | 15                            |            | 5           | Nie awansowała | Nie awansowała | 18      |
| Belle Brockhoff | Snowboard cross kobiet   | 1:23,22                       | 7                             |            | 3 Q         | 5 FB           | 2              | 8       |